# Cam'ron
Cameron Ezike Giles (4 de fevereiro de 1976), conhecido como Cam'ron (antigamente Killa Cam), é um rapper americano, ator e empresário do Harlem, Nova York. Ele é o líder do grupo de hip hop, The Diplomats (também conhecido como Dipset).

## Carreira

### Primeiros anos e começo da carreira
Cam'ron nasceu em 4 de fevereiro de 1976, ele nasceu e foi criado no Harlem e foi criado por sua mãe. Ele conheceu seus amigos de longa data Mase e Jim Jones ainda na escola. Ele era um jogador de basquete promissor ao lado de Mase, no entanto, ele foi incapaz de tirar proveito de ofertas das bolsas de estudo devido à sua fraca posição acadêmica. Em vez disso, ele se matriculou em uma faculdade no Texas, sem sequer se formar no ensino médio, mas logo desistiu e voltou para o Harlem, onde começou a vender drogas antes de iniciar sua carreira no rap.
Ele começou sua carreira musical em meados dos anos 90, mais especificamente em 1993, ao lado de Big L, Mase e seu primo, em um grupo que eles criaram. Após a morte de seu primo em um acidente de carro em março de 1997, o grupo se desfez e os membros continuaram suas carreiras solo.

### 1997 - 2002: Primeiro álbum e sucesso
Dois anos antes do seu amigo Big L ser assassinado em 1999, Cam'ron foi apresentado a The Notorious B.I.G. por seu amigo de infância Mase, que na época já conhecia Biggie e tinha assinado com a Bad Boy Records na época. Biggie ficou tão impressionado com Cam'ron que o apresentou a um parceiro seu e Cam'ron logo assinou um contrato com a Epic Records. Seu álbum de estréia, "Confessions of Fire" foi lançado um ano depois, em julho de 1998 e incluiu singles como "3-5-7" e "Horse and Carriage" com participação de Mase. O álbum foi certificado com disco de ouro e chegou ao Top 10 das paradas de R&B e Hip Hop. Em 2000, Cam'ron lançou seu segundo álbum "S.D.E." pela Sony e Epic Records. Com participações de Destiny's Child, Juelz Santana, Jim Jones e N.O.R.E. o álbum foi relativamente bem sucedido, com os singles, "Let Me Know" e "What Means The World To You". O álbum alcançou o número #2 nas paradas da R&B/Hip-Hop Albums e o número #14 na Billboard 200.  
Em 2001, Cam'ron assinou um contrato com seu amigo de infância Damon Dash, que é o co-fundador da Roc-A-Fella Records. ao lado de artistas como Jay-Z, Beanie Sigel, Freeway e Memphis Bleek. Um contrato de 4,5 milhões de dólares foi feito com Damon Dash e seus parceiros da Roc-A-Fella, no mesmo ano Cam'ron também assinou um contrato milionário com a Def Jam Records. Ainda em 2001, Cam'ron fundou a sua própria gravadora, a Diplomat Records. 
Seu terceiro e mais bem-sucedido álbum "Come Home with Me" foi lançado em 14 de Maio de 2002 com participações de Jay-Z, Beanie Sigel, Memphis Bleek, Daz Dillinger, Jim Jones entre outros, e produção de Just Blaze, Kanye West e Jay-Z. O álbum Incluía os singles de sucesso "Oh Boy" e "Hey Ma", ambos contando com a participação do mais novo membro e protegido do The Diplomats, Juelz Santana. O álbum foi um sucesso, ficando no número #2 da Billboard 200 e alcançou o status de disco de platina por vender 1 milhão de cópias. 
Ainda em 2002, Cam'ron apareceu no filme produzido por Damon Dash, Paid in Full, no qual ele interpretou um dos três personagens principais. No mesmo ano ele também apareceu no filme também produzido por Damon Dash, Paper Soldiers.

## Discografia

### Álbuns
- 1998 - Confessions of Fire
- 2000 - S.D.E.
- 2002 - Come Home with Me
- 2004 - Purple Haze
- 2006 - Killa Season
- 2008 - Crime Pays

- 2010 - Heat in Here Vol. 1
- 2011 - Gunz n' Butta

- 2016 - Killa Pink

## Filmografia
- 2002 - Paper Soldiers
- 2002 - Paid in Full
- 2005 - State Property 2
- 2006 - Killa Season
- 2025 - Happy Gilmore 2